# Lucio Antistio Vetere (console 55)
Lucio Antistio Vetere (in latino: Lucius Antistius Vetus; 23 circa – Formiae, 65) è stato un magistrato e senatore romano, console dell'Impero romano.

## Biografia

### Origini famigliari
Membro della famiglia gabina degli Antistii Veteres, ascesa al consolato per la prima volta nel 30 a.C. con il bisnonno di Lucio, Gaio Antistio Vetere, e al patriziato con il nonno di Lucio, Gaio Antistio Vetere console ordinario nel 6 a.C., Lucio era, con certezza quasi assoluta, figlio del console ordinario del 23, Gaio Antistio Vetere, e di Sulpicia, figlia del console ordinario del 9 Quinto Sulpicio Camerino; altrimenti, è stato proposto che possa essere figlio del console suffetto del 28, Lucio Antistio Vetere, più probabilmente suo zio. Suoi fratelli (o, meno probabilmente, cugini) sono il console suffetto del 46, Camerino Antistio Vetere, e il console ordinario del 50, Gaio Antistio Vetere.

### Carriera
Degli inizi di carriera di Lucio, non molto è noto: l'unica nomina conosciuta probabilmente avvenuta sotto Claudio fu quella al collegio sacerdotale degli augures. Sembra inoltre essere lui il Lucio Vetere definito come auctor da Plinio il Vecchio in alcuni libri della sua Naturalis Historia.
Sotto Nerone, invece, Lucio ricoprì il consolato ordinario nel primo anno del nuovo principato, aprendo l'anno 55 insieme allo stesso princeps: la nomina di Lucio a questa insigne posizione ha generato dibattito relativamente a chi lo avesse promosso, se lo stesso Nerone, i due influenti ministri Seneca e Burro, o, più probabilmente, la madre del princeps Agrippina minore. In ogni caso, al momento del giuramento sugli acta del princeps di inizio anno, Tacito riporta che Nerone abbia impedito a Lucio di giurare sui propri acta, gesto rivolto non tanto a Lucio in quanto tale, quanto a simboleggiare i nuovi, rosei inizi del principato. A inizio marzo, Nerone abdicò alla posizione di console, venendo sostituito da Numerio Cestio: Lucio e Cestio rimasero in carica fino a fine aprile.
Probabilmente non appena concluse il suo mandato da console, Lucio si recò subito in Germania superiore come legatus Augusti pro praetore: tale nomina emerge come una particolarità nella prassi alto-imperiale, che vede una netta preferenza per candidati non nobili come legati nelle province militari consolari, per cui si è pensato che anche questo incarico potesse essere stato dovuto all'influenza di Agrippina minore. Tuttavia, durante il mandato in Germania, Lucio si scontrò con il legato della Gallia Belgica, Elio Gracile:
(Tacito, Annales, XIII, 53 [trad. Azelia Arici, UTET].)
Il mandato di Lucio durò soltanto un anno: già nel 56, infatti, è attestato come suo successore Tito Curtilio Mancia. Per spiegare questa durata inspiegabilmente breve del mandato di Lucio, è stato proposto che sia stato proprio lo scontro con Gracile, con il suo rischio di scatenare una rivolta nelle Gallie, oppure, più plausibilmente, l'inizio del declino del potere politico di Agrippina minore a portare al richiamo di Lucio, probabilmente con il pretesto delle azioni rimbrottate da Gracile.
Dal 62, la vita di Lucio si complica terribilmente: in quell'anno, Nerone intraprende l'eliminazione di Rubellio Plauto, genero di Lucio già esiliato nel 60, ma Lucio gli inviò dei messaggi per esortarlo a resistere, o, secondo una versione minoritaria, per tranquillizzarlo di un pericolo inesistente:
(Tacito, Annales, XIV, 58-59 [trad. Azelia Arici, UTET].)
La possibilità che il secondo genere di messaggi abbia davvero raggiunto Plauto sembra minima; in ogni caso, Plauto fu colto dai sicari di Nerone e ucciso sotto gli occhi della moglie Antistia Pollitta, figlia di Lucio.
Tuttavia, sembra che i contatti tra Plauto e Lucio non abbiano causato interruzioni alla carriera del secondo: egli fu infatti sorteggiato come proconsole d'Asia per l'anno 64/65: è stato ipotizzato che, in questa veste, Lucio abbia potuto entrare in contatto con il grande generale Gneo Domizio Corbulone, al comando di svariate legioni come legato di Siria al comando della guerra partica.
Questa calma durò, però, molto poco. Nel 65, appena rientrato dall'Asia, Lucio, che insieme alla suocera Sestia e alla figlia Antistia Pollitta (che nei tre anni trascorsi dalla morte del marito Plauto aveva mantenuto un'ostentata vedovanza) risultava inviso a Nerone come se, per il solo fatto di essere in vita, lo rimproverassero delle sue azioni contro Rubellio Plauto, fu accusato presso Nerone dal liberto Fortunato con la collaborazione del provinciale Claudio Demiano, che in precedenza era stato arrestato per vari reati da Lucio quando era proconsole d'Asia: per questo motivo, è stato ipotizzato che l'accusa celasse problemi o timori imperiali per l'amministrazione provinciale, in linea con altre condanne del periodo, oppure che Lucio fosse legato agli ambienti della congiura dei Pisoni, dal momento che poco dopo l'accusa contro Lucio viene esiliato il cavaliere Publio Gallo, intimo amico del prefetto del pretorio coinvolto nella congiura Lucio Fenio Rufo e in buoni rapporti con Lucio. Il racconto di Tacito rivela gli ultimi istanti di Lucio e delle sue familiari:
(Tacito, Annales, XVI, 10-11 [trad. Azelia Arici, UTET].)
Il processo che seguì al suicidio di Lucio e delle sue parenti è definito da Tacito un ludibrium: dopo l'esposizione di accuse evidentemente molto gravi, probabilmente di laesa maiestas e perduellio, il senato decretò che i tre fossero puniti secondo il mos maiorum, ma Nerone intervenne per concedere loro di scegliere liberamente la propria morte.

### Legami famigliari
Dal racconto tacitiano è evidente che Lucio non avesse altri figli oltre ad Antistia Pollitta. La suocera Sestia menzionata da Tacito sembra provenire da una famiglia importante dell'epoca, i Sextii Africani: ella era probabilmente sorella del Tito Sestio Africano pretore designato tiberiano, così come anche della Sestia attestata come moglie in prime nozze del frater Arvalis Cornelio Silla Felice morto nel 21 (da cui ebbe Lucio Cornelio Silla Felice console ordinario del 33) e in seconde nozze di Mamerco Emilio Scauro console suffetto nel 21 (fratello uterino del precedente marito); infine, Sestia sembra essere stata anche zia di Tito Sestio Africano console suffetto nel 59. Dalla moglie ignota, cui evidentemente sopravvisse, Lucio ebbe dunque Antistia Pollitta, che probabilmente tra 55 e 60 sposò Rubellio Plauto, figlio di Gaio Rubellio Blando console suffetto nel 18 e di Giulia Livia figlia di Druso minore (figlio di Tiberio) e di Claudia Livilla (sorella di Germanico e Claudio): con il matrimonio tra Pollitta e Plauto, Lucio si trovò imparentato con la famiglia imperiale, dal momento che Plauto era cugino di secondo grado di Nerone in quanto figli di cugine nipoti di Tiberio e bisnipoti adottive di Augusto. Pollitta, che seguì il marito in Asia già al momento dell'esilio nel 60 e che nel 62 lo vide trucidato davanti ai propri occhi, ebbe da Plauto dei figli, nipoti di Lucio.